# She'eb (district)
Pour la capitale, voir She'eb.
She'eb est un district de la région Semien-Keih-Bahri de l'Érythrée. La principale ville et capitale de ce district est She'eb. 